# هوشنگ رهنما
هوشنگ رهنما (زادهٔ ۱۳۲۳) ادب‌پژوه، مترجم، منتقد و شاعر اهل ایران و استاد سابق ادبیات در دانشگاه پنسیلوانیا است.

## آثار
- درآمدی بر روایت‌شناسی، جرالد پرینس، رولان بارت و تزوتان تودوروف، هوشنگ رهنما (مترجم)، تهران: هرمس، ۱۳۹۴
- خواهران برونته، فیلیس بنتلی، هوشنگ رهنما (مترجم)، تهران: هرمس
- جیمز جویس، چستر اندرسن، هوشنگ رهنما (مترجم)، تهران: هرمس
- خاستگاه آگاهی در فروپاشی ذهن دوجایگاهی، جولیان جینز، گروه مترجمان، تهران: آگاه
- اسکات فیتزجرالد، آرتور مایزنر، هوشنگ رهنما (مترجم)، تهران: هرمس
- جین آستین، مارگانیتا لاسکی، هوشنگ رهنما (مترجم)، تهران: هرمس
- هنری جیمز، هاری تورنتون مور، هوشنگ رهنما (مترجم)، تهران: هرمس
- ویلیام باتلر ییتس، میکاییل مک‌لیمویر، ایون بولند، هوشنگ رهنما (مترجم)، تهران: هرمس
- ویلیام شکسپیر، ارنست هالیدی، هوشنگ رهنما (مترجم)، تهران: هرمس
- ۱۰۱ شعر ماندگار: گزیدهٔ اشعار غنایی فارسی از آغاز تا امروز، هوشنگ رهنما (گردآورنده)، تهران: هرمس
- رستم و سهراب، آرتور ژورژه، ادموند وارنر، هوشنگ رهنما (مترجم)، تهران: هرمس
- صحیفه‌های زمینی: بررسی ساختار هوس‌نامه (رمانس)، نورتروپ فرای، هوشنگ رهنما (مترجم)، تهران: هرمس
- جزیره‌ای در ماه: گزیدهٔ اشعار عاشقانه، ویلیام بلیک، هوشنگ رهنما (مترجم)، تهران: هرمس